# Carl Hauptmann
Carl Ferdinand Max Hauptmann (Ober-Salzbrunn, Silesia, 1858 - 1921), escritor alemán del Naturalismo, hermano mayor del también escritor y más conocido Gerhart Hauptmann. 
Se educó en el Realschule de Breslau y en la Universidad de Jena, donde estudió Física y Filosofía con Haeckel. Fue después pupilo de Richard Avenarius y August Forel en Zúrich y su primera obra, La metafísica en la moderna fisiología (1893), lleva impresa su influencia. Volvió a Silesia por 1890 y se consagró a la literatura, publicando gran número de dramas, novelas (como Mathilde, 1902) y poemas. Su teatro se anticipa a las fórmulas del Expresionismo.